# Synagoga w Ustrzykach Dolnych
Synagoga w Ustrzykach Dolnych – synagoga znajdująca się w Ustrzykach Dolnych, przy ulicy Rynek 5.
Synagoga została zbudowana w pierwszej połowie XIX wieku. Podczas II wojny światowej hitlerowcy doszczętnie zdewastowali synagogę. Po zakończeniu wojny budynek synagogi służył jako magazyn zbożowy. Po gruntownej przebudowie, zmianie układu wnętrz oraz wyglądu zewnętrznego obecnie mieści Miejską Bibliotekę Publiczną.
Murowany i orientowany budynek synagogi wzniesiono na planie prostokąta. We wschodniej części znajdowała się kwadratowa główna sala modlitewna, a w zachodniej przedsionek z babińcem na piętrze. Sala główna przekryta pierwotnie stropem lustrzanym. Zachował się wystrój zewnętrzny ściany wschodniej.

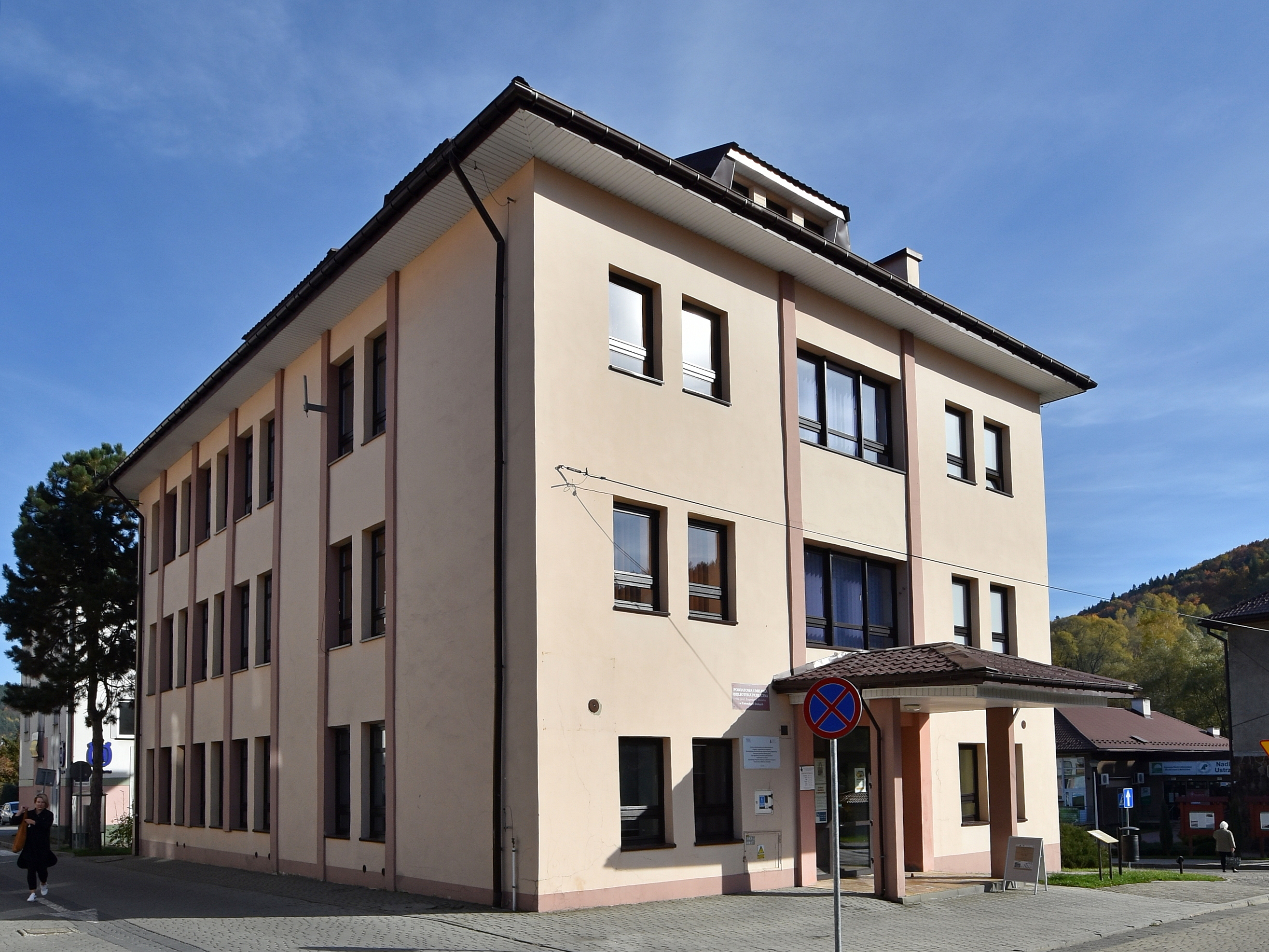
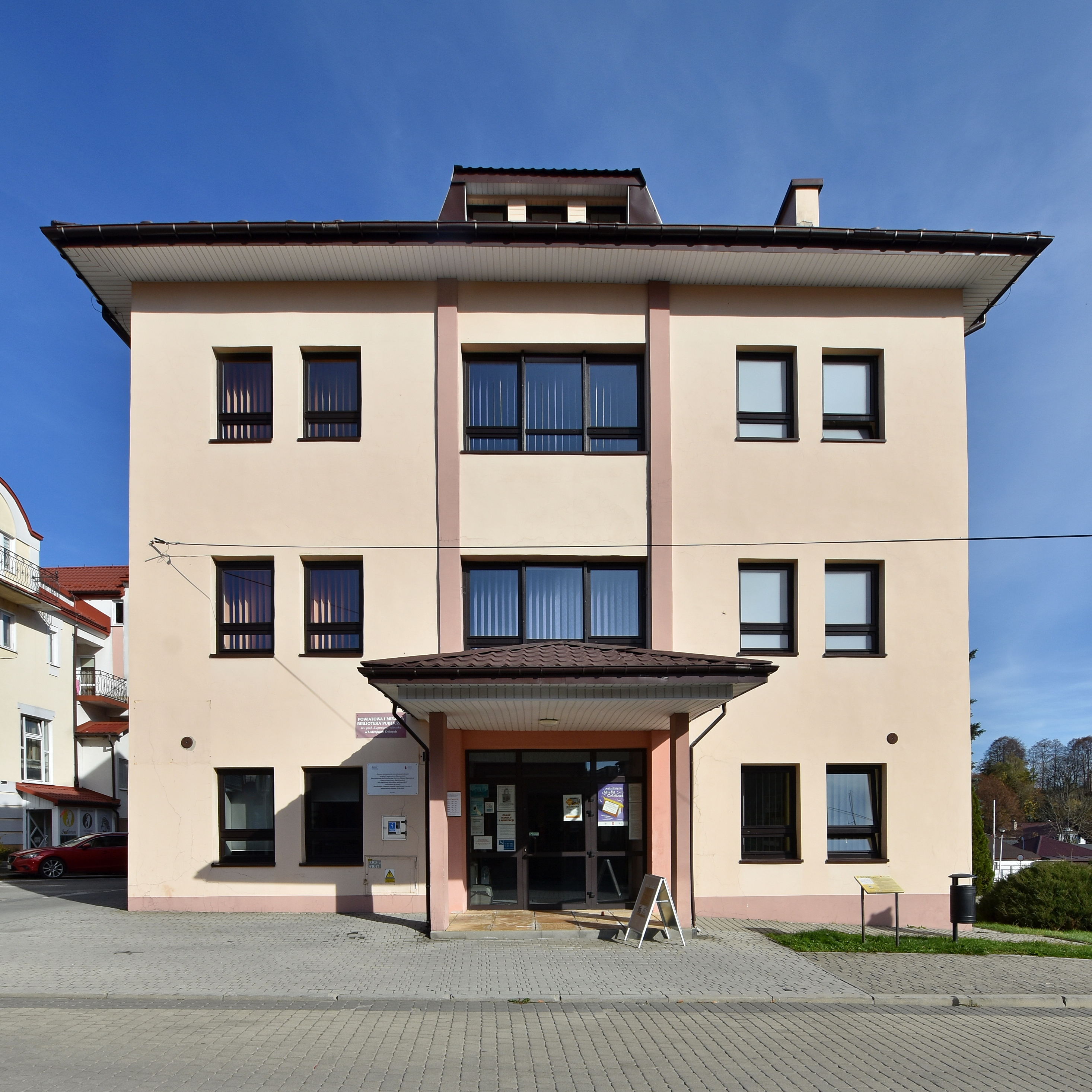
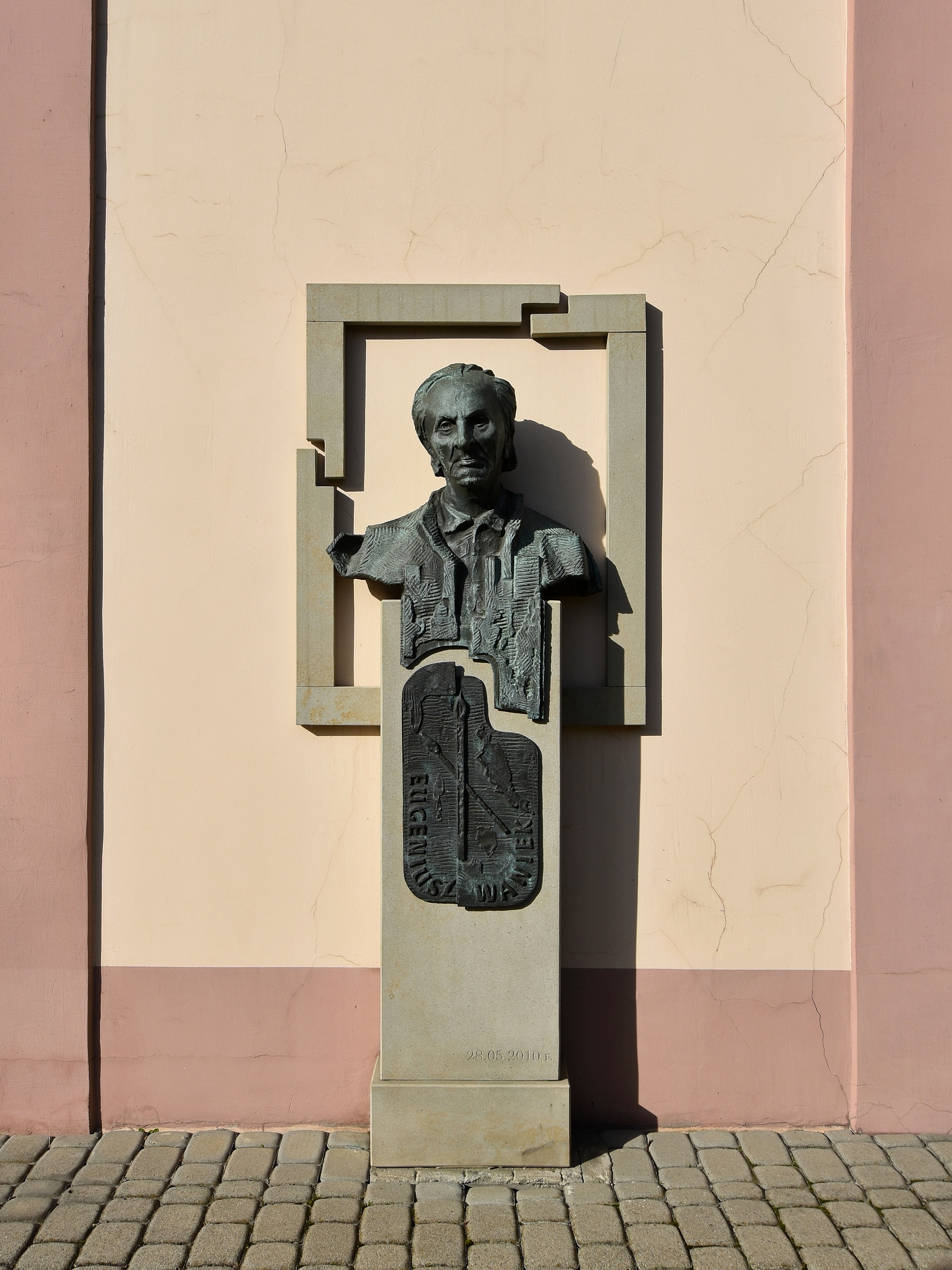
Pomnik Eugeniusza Wanieka, patrona biblioteki